# Amédée d'Harcourt
Amédée, marquis d'Harcourt et pair de France est un homme politique ayant siégé à la chambre des pairs pendant la monarchie de Juillet.

## Biographie
Fils ainé de Charles-Louis-Hector d'Harcourt d'Olonde et de son épouse Anne Catherine d'Harcourt, Amédée Louis Charles François d'Harcourt d'Olonde est né le 17 juillet 1771 à Paris et est mort le 14 septembre 1831.
Pendant la Révolution, il émigre en Angleterre.
Le 12 juin 1800, il épouse Sophie Harcourt qui est issue de la branche anglaise des Harcourt. 
Le 5 juin 1820, à la mort de son père, il devient le chef de nom et d'armes de la maison d'Harcourt ainsi que le marquis d'Harcourt.
Le 30 septembre 1830, il est admis à siéger à la chambre des pairs.
Il meurt le 14 septembre 1831 à St Leonard's Hill St Leonard's Hill (en) et est inhumé à Aldbury.